# Parlamentswahl in Montenegro 2006
- NSD: 12
- SNP: 11
- PzP: 11
- Minderheit.: 3
- DPS: 41
- LP: 3

Die Parlamentswahlen in Montenegro 2006 fanden am 10. September 2006 statt.

## Hintergrund
Bei der Wahl 2002 hatte der von der DPS angeführte Block, der sich für die Unabhängigkeit von Jugoslawien einsetzte, 47,98 % der Stimmen erhalten und der von der SNP angeführte pro-serbische Block 38,43 %.
Beim Unabhängigkeitsreferendum am 21. Mai 2006 hatten bei hoher Wahlbeteiligung (86,39 %) 55,49 % der Abstimmenden für die Loslösung Montenegros von Serbien und Montenegro gestimmt. Das pro-serbische Lager erkannte das Ergebnis nicht an und Teile dieses Lagers wollten die Union mit Serbien erneuern.
Die SNP erhielt bei der Parlamentswahl am 10. September 2006 nur 14,07 % der Stimmen.

## Ergebnis
- Koalicija Evropska Crna Gora (DPS und andere) – 41 Sitze
- Srpska lista – 12 Sitze
- Socijalistička narodna parti ja Crne Gore – 11 Sitze
- Pokret za promjene – 11 Sitze
- Liberali i Bošnjačka stranka – 6 Sitze
- Albanische Minderheitsparteien – 3 Sitze